# Marta Borello
Marta Teresita Borello de Nicolini (San Francisco, 25 de mayo de 1949) es una docente y política argentina de la Unión Cívica Radical, que se desempeñó como senadora nacional por la provincia de Córdoba entre 2011 y 2015.

## Biografía
Nació en San Francisco (Córdoba) en 1949 y se recibió de profesora en historia y educación cívica en 1971, desempeñándose como docente.
En 1999 asumió como concejala de San Francisco, siendo reelegida en 2003 y 2007, con mandato hasta 2011. En el período legislativo de 2007 se desempeñó como presidenta del Concejo de Deliberantes. En el ámbito partidario, fue secretaria del comité departamental de San Justo la Unión Cívica Radical (UCR) entre 2006 y 2012, y presidenta del Foro de Concejales y Tribunos de la UCR.
En las elecciones legislativas de 2009, fue candidata a senadora nacional por la provincia de Córdoba en la lista de la UCR. Asumió en diciembre de 2011 para completar los cuatro años restantes del mandato de Ramón Javier Mestre, quien fue elegido intendente de la Ciudad de Córdoba.
Fue vicepresidenta de las comisiones de Infraestructura, Vivienda y Transporte; de Educación y Cultura; y de Banca de la Mujer. Fue secretaria de las comisiones de Turismo; y de Población y Desarrollo Humano; y vocal en las comisiones de Asuntos Administrativos y Municipales; de Industria y Comercio; de Salud y Deporte; y Bicameral de Control a los fondos de la Seguridad Social.
En las elecciones de Córdoba de 2019, fue candidata a legisladora provincial por la UCR.